# Michel Juteau
Michel Juteau (née environ 1956)est un marathonien en fauteuil roulant canadien originaire de Val-d'Or.

## Biographie
Michel Juteau devient paraplégique en 1982 à la suite d'un accident qu'il a subi à la mine Bousquet, en Abitibi-Témiscamingue. Il a 26 ans lorsqu'il chute de quinze mètres sur son milieu de travail qui n'est pas sécurisé. À ce moment, il est marié, père de deux enfants et il travaille depuis huit ans dans les mines.

## Vie sportive
En 1988, il participe au marathon de l'Orange Bowl à Miami et termine neuvième à l'épreuve en fauteuil roulant. Huit ans après son accident de travail, il participe au Marathon de Paris. Il termine au 14e rang devant Luke Gingras, Marc Quessy (en) et André Viger, victime d’une chute à 60 mètres du départ.
Michel Juteau est sélectionné pour faire partie de la délégation canadienne qui prend part aux championnats du monde d'athlétisme en fauteuil roulant 1991 à Stoke Mandeville. Il y est aux côtés de Chantal Petitclerc, André Beaudoin, Luke Gingras, Serge Raymond, Marc Quessy, Jacques Martin et Cari Marquis. La même année, il participe également au marathon Sanair et remporte une troisième place.
Inscrit au Marathon de Boston en 1992, il récolte le meilleur résultat des athlètes québécois avec une septième position et un temps de 1h35min. La même année, il joint une délégation de 139 athlètes canadiens, dont 19 Québécois, qui s'envole vers les Jeux paralympiques de Barcelone. Il termine au 19e rang.
En 1993, à 38 ans, Michel participe, aux côtés d'André Viger, à la 10e édition  du « Midnite Sun Weelchair Marathon », la plus longue course en fauteuil roulant au monde, soit 18 marathons en neuf jours. Bien qu'il y soit inscrit pour la première fois, il termine au 3e rang, quelques minutes seulement derrière l'Américain Tony Iniguez, André Viger arrivant premier,,.
En 1994, Michel Juteau participe aux Jeux du Commonwealth à Victoria (Colombie-Britannique). Il termine le marathon en 1h44m46s, en quatrième position. Il en est à sa première expérience en tant que membre à part entière de l'équipe nationale aux côtés de l'athlète Marc Quessy,.

## Engagements

### Droits des personnes handicapées
En 1993, Michel Juteau est nommé membre de l'Office des personnes handicapées du Québec.
Il travaille également dans un laboratoire d'orthèses et de prothèses, où il a entre autres conçu un système d'aide[Quoi ?] pour personnes handicapées.

### Santé et sécurité au travail
À la suite de son accident, Juteau reprend ses études et donne des conférences sur la santé et la sécurité au travail pour financer ses compétitions sportives. Il donne jusqu'à 200 conférences par an. L'ex-mineur a aussi créé une démarche nommée « Prévention des attitudes et des comportements des travailleurs en entreprise » (PACTE), qui peut être implantée dans les milieux de travail.